# Stanislaus Cauer

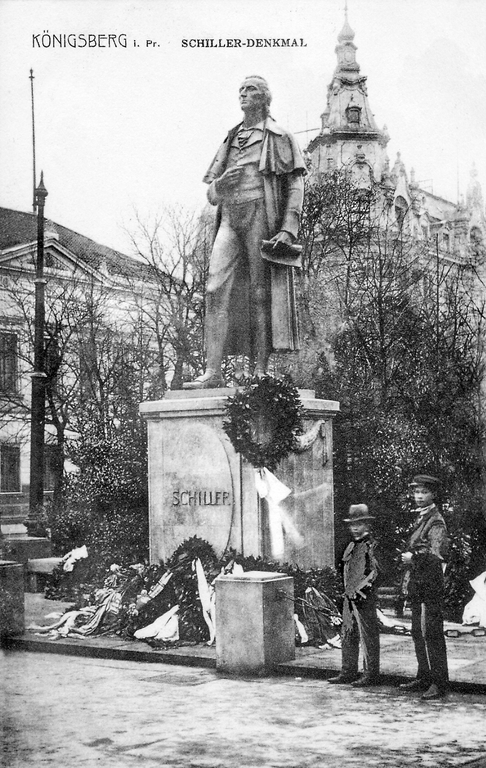
Pomnik Friedricha Schillera (1910)

Stanislaus Cauer (ur. 18 października 1867 w Bad Kreuznach, zm. 3 marca 1943 w Królewcu) – rzeźbiarz niemiecki.

## Życiorys
Pochodził z rodziny uzdolnionej artystycznie, czynnej szczególnie w dziedzinie plastyki, rzadziej malarstwa. Był najstarszym synem rzeźbiarza Roberta Cauera Starszego i Augusty z d. Schmidt. Był uczniem swojego ojca, od 1882 pracował w jego atelier w Rzymie, gdzie przebywał do 1905, z przerwą w latach 1893–1895. Wykonał wówczas kilka posągów, wzorowanych na antycznych. Tworzył również reliefy i rzeźby nagrobne, zróżnicowane pod względem stylistycznym. W latach 1905–1907 tworzył w kręgu Ernsta Hertera w Berlinie, ulegając wpływom secesji. Następnie aż do emerytury w 1933 był profesorem Akademii Sztuk Pięknych w Królewcu, gdzie kierował Pracownią Rzeźby. Tworzył zarówno pomniki (w tym zachowany przed teatrem pomnik Schillera, 1910), rzeźbę architektoniczną (geniusze na fasadzie nowej siedziby Akademii w Amalienau z lat 1916–1919) oraz plastykę plenerową, popiersia i nagrobki, z których część – spośród niemal 100 – również zachowała się w Królewcu do naszych czasów, m.in. fontanna z puttami wykonana na wystawę w Poznaniu w 1908 – obok kliniki przy ul. Wagnera; rzeźba Po kąpieli z 1922 (obecnie Galeria Sztuk Pięknych); relief Herkules przy śluzie Stawu Kuźniczego (Hammerteich). W Niemczech jego dzieła przetrwały w Bad Kreuznach (m.in. pomnik malarza Friedricha Müllera, 1905), w zbiorach w Dreźnie, Duisburgu (Psyche, 1890, w Museum Stadt Königsberg), Königsfeld i Norymberdze. Tworzył w brązie, marmurze, w wapieniu muszlowym.
Pochowany na cmentarzu w Judytach, pod niezachowanym granitowym nagrobkiem własnego autorstwa z 1938 r.